# Fahrtrichtung
Fahrtrichtung bezeichnet im Verkehrswesen allgemein die Richtung, in der sich ein Fahrzeug bewegt oder bewegen soll. Der Begriff wird in verschiedenen Kontexten gebraucht. In modernen Verkehrsinfrastrukturen sind Fahrtrichtungen durch Fahrspuren vorgegeben. Hierzu gehören die Fahrspuren um engeren Sinne als Einteilung einer Fahrbahn und im weiteren Sinne beim spurgebundenen Verkehr mittels Gleis, Kabel, Magnetfeld, Oberleitung oder Stahlseil. Bei Wasserfahrzeugen, die nicht auf Wasserstraßen wie Flüssen oder Kanälen unterwegs sind, und bei Luftfahrzeugen (insbesondere Luftschiffen, Segelflugzeugen oder Ballonen) ist die Fahrtrichtung häufig von der Windrichtung abhängig.

## Fahrzeuge

### Technische Definition
Fahrtrichtung bezeichnet bei angetriebenen und mitgezogenen Fahrzeugen die Richtung, in der es sich  wie konstruktiv vorgesehen vorzugsweise bewegt. 
Der Begriff der „Fahrtrichtung“ in diesem Sinne wird vor allem für formale Zwecke gebraucht, etwa um die Anordnung von Bauteilen oder Einrichtungen innerhalb eines Fahrzeugs beschreiben zu können, z. B. „quer zur Fahrtrichtung“, „in Fahrtrichtung“ oder „gegen die Fahrtrichtung“.
Ein technisch mögliches Rückwärtsfahren oder Seitwärtsbewegungen bei Kurvenfahrt werden bei dieser formalen Festlegung nicht als „Fahrtrichtung“ definiert, außer bei Fahrzeugen, die beim regulären Einsatz keine Vorzugsrichtung haben, sondern mit gleicher Effektivität in zwei Richtungen fahren können. Dazu gehören Triebwagen mit zwei Führerständen oder Eisenbahnwagen.

### Richtungssignalisierung
Für Fahrzeuge des Straßen- und Schienenverkehrs sowie der Luft- und Schifffahrt gibt es verbindliche Regelungen für die Art und Weise, in der deren Fahrtrichtung bei Dunkelheit oder schlechter Sicht erkennbar sein muss. 
In Betrieb befindliche Fahrzeuge müssen im Straßenverkehr in Deutschland nach der Straßenverkehrsordnung (§ 17 StVO - Beleuchtung) und der Straßenverkehrszulassungsordnung mit Abblendlicht, Standlicht und Rückleuchten ausgestattet sein. Fahrtrichtungswechsel werden zudem mit dem Fahrtrichtungsanzeiger signalisiert.
Im Schienenverkehr regelt in Deutschland die Eisenbahn-Bau- und Betriebsordnung, die Eisenbahn-Signalordnung sowie die Verordnung über den Bau und Betrieb der Straßenbahnen, das mit dem Dreilicht-Spitzensignal und dem Zugschlusssignal in der Dunkelheit oder bei schlechter Sicht eine Beleuchtung zu verwenden ist, aus der die Fahrtrichtung für einen Betrachter zumindest in Bezug auf die Bewegung von ihm weg oder auf ihn zu erkennbar ist.  
In der Schifffahrt und in der Luftfahrt müssen nach den Kollisionsverhütungsregeln respektive in Deutschland der Luftverkehrs-Ordnung (LuftVO) in der Dunkelheit Positionslichter geführt werden, aus der die Fahrtrichtung für einen Beobachter sowohl in Bezug auf die Bewegung von ihm weg oder auf ihn zu und auch die Richtung quer zu ihm erkennbar ist.

### Bewegung relativ zur Umgebung
Fahrtrichtung bezeichnet bei in Bewegung befindlichen Fahrzeugen die Richtung, in der es sich in Bezug auf die Umgebung bewegt. Die Beschreibung der Fahrtrichtung kann dabei in Bezug auf einen individuellen Betrachtungspunkt (Beobachter) mit allgemeinen Richtungsangaben wie „links / rechts“, „vorwärts, seitwärts“ oder nach Himmelsrichtungen  (Nord, Süd) oder Angabe eines Zielpunktes („zu dem Baum“) erfolgen.

## Verkehrslenkung, vorgeschriebene Fahrtrichtungen
Fahrtrichtung bezeichnet bei Gleisen, Straßen oder Fahrspurteilen einer Straße sowie bei Wasserstraßen und Luftstraßen die Bewegungsrichtung, in der diese nach den gesetzlichen Regelungen (siehe Links- und Rechtsverkehr, Schienenverkehrs-Fahrordnung) oder nach aktuellen Anweisungen (durch Verkehrszeichen oder Anweisung von legitimierten Personen wie Lotsen, Fluglotsen, Fahrdienstleitern, Polizei) mit Fahrzeugen befahren werden dürfen.

## Fahrtrichtungsanzeiger
Der Fahrtrichtungsanzeiger ist eine lichttechnische Einrichtung an Kraftfahrzeugen sowie Straßenbahnwagen und dient Verkehrsteilnehmern im Straßenverkehr zur Information über eine Änderung der Fahrtrichtung oder die Ankündigung hierzu.